# Uchowieck (przystanek kolejowy)
Uchowieck (ukr. Уховецьк) – przystanek kolejowy w miejscowości Uchowieck, w rejonie kowelskim, w obwodzie wołyńskim, na Ukrainie. Położony jest na linii Sarny – Kowel.